# Chloe Morris
 Chloe Morris Talbot (* 26. Juli 1985 in Maó) ist eine spanische Dressurreiterin aus Menorca.

## Leben
Morris hat britische Eltern. Mit 16 Jahren zog Morris nach Barcelona und machte eine Lehre als Bereiterin. Sie startete ihre Profi-Karriere bei Beatriz Ferrer-Salat. Dort wurde sie bereits als junge Reiterin spanische Meisterin und präsentierte Spanien unter anderem auf den Europameisterschaften. Sie war erfolgreich bis in die höchsten Dressurprüfungen.
Von 2006 bis 2011 zog sie nach Deutschland und arbeitete ein Jahr auf dem international erfolgreichen „Hof Kasselmann“, bildete junge Pferde aus und stellte diese auf Auktionen vor. Ab 2011 arbeitete sie im Dressurstall von Isabell Werth. Dort stellte sie junge Pferde auf Turnieren vor und startete für Spanien bei den Weltmeisterschaften für junge Pferde in Verden 2010 und platzierte sich unter den Top 20.
Seit November 2011 arbeitet sie in St. Vith auf dem Gestüt Sonnenhof als erste Bereiterin. Seitdem konnte sie weitere Achtungserfolge erringen, darunter die erneute Teilnahme bei den Weltmeisterschaften für junge Pferde oder die Qualifikation für das Bundeschampionat in Warendorf. Inzwischen ist sie Gestütsleiterin beim Gestüt Sonnenhof.